# La Oterito en su camerino
La Oterito en su camerino es un retrato realizado por Ignacio Zuloaga a principios de 1936. La protagonista del sensual retrato era la cupletista y bailarina Eulalia Franco (aprox. 1890-?), conocida artísticamente como La Bella Oterito (por recordar su arte y físico a La Bella Otero), una de las más conocidas y exitosas de la legión de artistas sicalípticas de moda y que triunfaron en las dos primeras décadas del siglo XX, todas luego olvidadas. El cuadro causó un escándalo y, a raíz de ello, surgieron muchos rumores sobre la relación entre los dos artistas. La obra está en manos privadas.

## Tema
La retratada aparece en el camerino de su teatro sentada frente al tocador. La mujer que en ese momento era todavía una sex symbol está aparte una chaquetilla torera, los zapatos rojos de tacón alto y el tocado de flores, completamente desnuda, sentada sobre su vestido de volantes. Su actitud no expresa vergüenza alguna, pues mira directamente al espectador, sonriendo, posando segura; algo escandaloso en esos años.
No está claro cuándo Zuloaga conoció a La Oterito, lo que generó un misterio. En 2012, la casa de subastas londinense Sotheby's intentó vender el cuadro que, según el catálogo, representaba el romance ilícito entre el pintor casado y la cantante; pero la fecha era imposible porque decía ser en París y en 1936 la época de la relación. En ese momento el pintor tenía 66 años y la guerra estaba a punto de comenzar en España. Según el propio catálogo, para expresar esta relación la mujer muestra un clavel rojo en su mano derecha. Para redondear mejor la ficción, el catálogo indica que en el cuadro de detrás en la pared se puede ver un retrato del propio Zuloaga, que llegó a torear brevemente en su juventud.
Sin embargo, el conocimiento mutuo de los dos en París pudo haber ocurrido realmente en los años 1910, porque ambos estaban allí por entonces, él residiendo y ella de gira.

## Características
Es un óleo sobre lienzo de 170 x 120 cm dominado por el claroscuro. La luz enfatiza la desnudez de la mujer, mientras que el resto del camerino está en penumbra. La mujer luce la indumentaria española, andaluza de fantasía, con la que actuaba, algo que le gustaba a Zuloaga. El color rojo es particularmente llamativo: en los zapatos, el adorno en la parte superior de la cabeza, la chaquetilla, la flor en la mano. . . Ese rojo simboliza la pasión.
El espejo junto a la modelo refleja su perfil, dando profundidad al cuadro.
El atuendo y la cortina expresan el gusto popular por lo andaluz folclórico, y la composición general un homenaje al Barroco español que el pintor admiraba.
El Museo de Arte de Córdoba conserva un dibujo previo a carboncillo sobre papel que representa a la artista de pie, desnuda solo con la chaquetilla torera, bailando, con los brazos en alto tocando las castañuelas.